# Glafkos Klerides
Glafkos Ioannou Klerides (grekiska: Γλαύκος Ιωάννου Κληρίδης), född 24 april 1919 i Nicosia, död 15 november 2013 i Nicosia, var en grekcypriotisk politiker. Han var Cyperns president 1974 samt 1993–2003. Klerides var den äldste sonen till advokaten och statsmannen Giannis Klerides.
Klerides tjänstgjorde som Cyperns president mellan den 28 februari 1993 och den 8 februari 2003. Han efterträddes av Tassos Papadopoulos och företräddes av George Vasiliou. Även efter sin avgång fortsatte Klerides att vara aktiv inom partiet Demokratikos Synagermos, ett konservativt parti han själv startade.